# Clever (pel·lícula)
Clever és una pel·lícula uruguaiana de 2015. Escrita i dirigida per Federico Borgia i Guillermo Madeiro, és una comèdia dramàtica protagonitzada per Hugo Piccinini, Antonio Osta i Marta Grané. Es va estrenar a l'octubre de 2015, en la secció «Flash Forward» del 20è Festival Internacional de Busan (Corea del Sud) —un dels esdeveniments cinematogràfics més important d'Àsia—, va entrar al circuit comercial uruguaià a l'abril de 2016. Va ser seleccionada per l'Uruguai per a competir als Premis Goya 2017 en la categoria Millor Pel·lícula Iberoamericana.

## Sinopsi
Clever Pacini (Piccinini) és un pare divorciat, practicant d'arts marcials i fanàtic del tuning. Al poble de Las Palmas —nom fictici per a la localitat de San Antonio, departament de Canelones— coneix a Sebastián (Osta), amo d'un gimnàs de musculació, qui li decorarà el seu Chevette per una competència de tuning.

## Repartiment
- Hugo Piccinini
- Antonio Osta
- Marta Grané
- Horacio Camandulle
- Néstor Guzzini
- Soledad Frugone
- Santiago Agüero
- Inacio Mendy

## Premis i nominacions
| Premi                                                            | Categoria                                   | Vencedors i nominats                                  | Resultat  | Ref.  |
| ---------------------------------------------------------------- | ------------------------------------------- | ----------------------------------------------------- | --------- | ----- |
| Festival Internacional del Nou Cinema Llatinoamericà de l'Havana | Millor Guió Inèdit                          | Federico Borgia i Guillermo Madeiro                   | Guanyador | [ 5 ] |
| Festival Internacional del Nou Cinema Llatinoamericà de l'Havana | Premi Nuestra América Primera Copia         |                                                       | Guanyador | [ 5 ] |
| XXIII Mostra de Cinema Llatinoamericà de Catalunya               | Premi del Públic                            | Federico Borgia i Guillermo Madeiro                   | Guanyador | [ 6 ] |
| Premis ACCU                                                      | Millor Ficció uruguaiana                    |                                                       | Guanyador |       |
| Premis ACCU                                                      | Millor Actuació Masculina (cinema uruguaià) | Hugo Piccinini                                        | Guanyador |       |
| Premis ACCU                                                      | Millor Direcció (cinema uruguaià)           | Federico Borgia i Guillermo Madeiro                   | Guanyador |       |
| Premis ACCU                                                      | Millor Guió (cinema uruguaià)               | Federico Borgia i Guillermo Madeiro                   | Nominat   |       |
| Premis ACCU                                                      | Millor Fotografia (cinema uruguaià)         | Ramiro González Pampillón                             | Nominat   |       |
| Premis ACCU                                                      | Millor Direcció d'Art (cinema uruguaià)     | Juan Ignacio Fernández Hoppe                          | Guanyador |       |
| Premis ACCU                                                      | Millor Direcció de So (cinema uruguaià)     | Fabián Oliver i José Luis Díaz                        | Guanyador |       |
| Premis ACCU                                                      | Millor Música Original (cinema uruguaià)    | Ismael Varela                                         | Guanyador |       |
| Premis ACCU                                                      | Revelació (cinema uruguaià)                 | Federico Borgia i Guillermo Madeiro (guió i direcció) | Nominat   |       |
| Premis ACCU                                                      | Millor Òpera Prima (internacional)          |                                                       | Nominat   |       |